# ZONE (テレビ番組)
『ZONE』（ゾーン）は、TBS系列で、1999年10月21日から2004年9月26日まで放送されていたスポーツドキュメンタリー番組。放送回数は全219回。テーマを「人間解析ドキュメント」と称し、アスリートを毎回1名（または1組、1団体）取り上げて密着取材した。

## 概要
- 放送時間: 木曜日22:00 - 22:54（JST）、2001年4月15日から日曜日18:30 - 19:00に移り、プロ野球中継:巨人戦があるときは休止となった。木曜日放送時は、プロ野球中継延長のため遅れて放送することはあってもその影響で中止にはならず、逆に放送2回目に福岡ダイエーホークスを取り上げていた時は、偶然その日の番組直前にTBS系（ナゴヤドームでの試合のためCBC制作）で生中継していた日本シリーズ第5戦で日本一を決めたため、放送開始時間を1時間遅らせ、ダイエー日本一の瞬間や王貞治監督の胴上げの映像を番組エンディングで差し込む対応をしていた。
- 番組では、『SASUKE』や『スポーツマンNo.1決定戦』の直前特集も放送された。
- 司会（ナビゲーションアクター）は開始当初の3ヶ月、柳葉敏郎が務めた。後に少年隊の東山紀之に代わる。柳葉、東山ともにナレーターも兼務した。

- 番組のタイトルロゴは、□赤枠の中に小文字で「zone」、赤枠の上に「人間解析ドキュメント」のサブタイトルが表記されたデザインだった。
- 番組は2004年9月26日をもって終了。木曜時代を含めた5年間の放送に幕を下ろしたが、そのコンセプトは2005年4月から原則関東ローカル（2024年4月より任意ネット番組化）での放送となる後継番組『バース・デイ』に引き継がれた。

## スタッフ
- 総合構成：伊藤滋之
- 構成：藤井誠、富永一郎、北村のん、つかはら、吉村幹彦 ／ 野尻靖之
- TM：河野志朗
- TP：飯島雅宏 → 金澤健一
- TD：金澤健一 → 望月隆 → 筒浦文男
- カメラ：上田伸也 → 中島康行 → 南賢治
- VE：形山晋治 → 石田伸夫 → 宮本民雄
- VTR：竹若章 → 古市修文
- 音声：倉上宏之、藤田洋幸
- 照明：浅田和男、星野章子
- 技術：東通、TBSビジョン → ProCam、NST、ブル、サンライズアート → ラ・ルーチェ
- 美術プロデューサー：池田全 → 小畑光良
- 美術デザイン：山口智広
- 美術制作：小美野淳一、大日方恵美
- スタイリスト：佐藤ミサキ、小坂淳子 → 平尾俊
- CG：兼子雅美→尾花純枝
- 編集：高田恒人、木野内幸浩、板垣真也
- MA：久保田隆
- 選曲：十川公男
- ブロードキャストデザイン：ケネックジャパン、ワタナベアニ
- TK：南田めぐみ、伊藤佳加
- 宣伝：榎本陽 → 宮本和幸 → 大下慎太郎
- ブレーン：福岡秀広
- AP：斉藤裕之
- デスク：椿美貴子
- AD：八代田俊平、廣田有佳子、榎本陽、工藤渉、安藤公敏、平塚龍、中澤光樹
- ディレクター：大久保徳宏、飯田晃嘉、小杉康夫、熊井靖仁、力竹宣彰、米田哲、久保健志、金窓荘二郎、鈴木栄蔵 ／ 久米和也
- 制作：高野茂雄、恩田巌
- 統括：恩田巌、樽秀人、菊野浩樹、大久保徳宏
- 演出：樽秀人、菊野浩樹、大久保徳宏、飯田晃嘉
- プロデューサー：樋口潮
- 制作協力：ドリマックス・テレビジョン（2003年7月〜）
- 制作：TBSスポーツ
- 製作著作：TBS

## 番組挿入曲
- ｢Eternity｣ スティーブ・バラカットのアルバム「Eternity」の1曲目 、ベスト版アルバム「The Best of Steve Barakatt」の5曲目として収録。

番組のオープニングでアスリートのストーリー紹介の際に流れる。
- ｢Victory｣ マイケル・フラットレーのダンスミュージカル、｢Lord of the dance｣（en:Lord of the Dance (musical)）のサウンドトラックアルバム、｢MICHAEL FLATLEY'S LORD OF THE DANCE｣の15曲目として収録。

CMに入る直前に流れる。バイオリンの旋律が特徴。
- ｢Flying｣ スティーブ・バラカットのアルバム「Best Inspirations/Les Plus Belles Inspirations」ディスク：1の4曲目、ベスト版アルバム「The Best of Steve Barakatt」の1曲目として収録。

番組のエンディング曲。
- ｢Friends・Love・Believing〜ぬくもりをありがとう｣ 服部克久

番組開始当初のエンディング曲、ボーカルとしてEPO、大友康平、大橋純子、サーカス、財津和夫、さだまさし、佐藤竹善、THE ALFEE、竹内まりや、谷村新司、中村耕一、松崎しげる、マリーン、南こうせつ、森山良子、山下達郎、Le Couple、渡辺真知子が参加。